# ऑ
Cette page contient des caractères spéciaux ou non latins. S’ils s’affichent mal (▯, ?, etc.), consultez la page d’aide Unicode.
ऑ, transcrit ô et appelé o tchandra, est une voyelle de l’alphasyllabaire devanagari.

## Utilisation
Le o tchandra est utilisé pour transcrire une voyelle mi-ouverte postérieure arrondie [ɔ].

## Représentations informatiques
Ses Unicode sont :
| formes       | représentations | chaînes de caractères | points de code | descriptions                              |
| ------------ | --------------- | --------------------- | -------------- | ----------------------------------------- |
| indépendante | ऑ               | ऑ                     | U+0911         | lettre devanagari o tchandra              |
| dépendante   | ॉ                | ◌ॉ                     | U+0949         | diacritique voyelle devanagari o tchandra |